# Anton Lüdinghusen

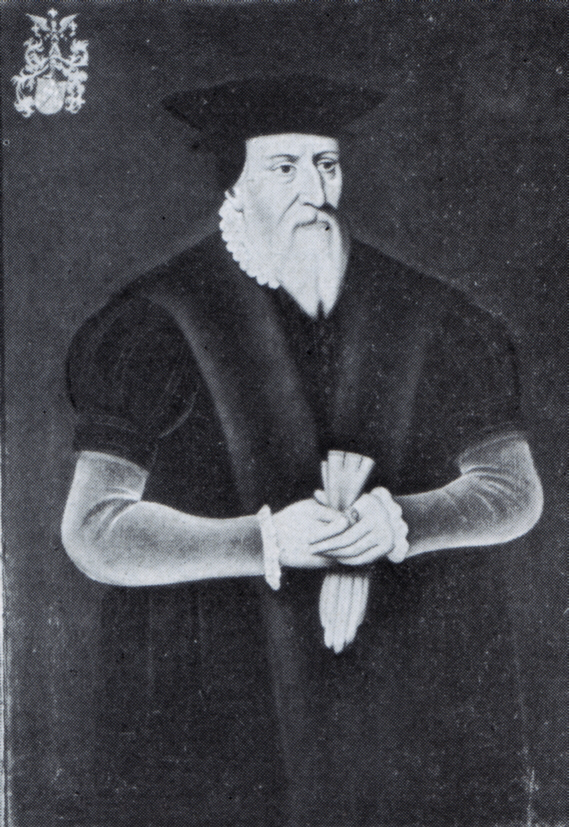
Anton Lüdinghusen in der Bürgermeistergalerie im Lübecker Rathaus

Anton Lüdinghusen (* 1511 in Lübeck; † 28. April 1571 ebenda) war ein Bürgermeister der Hansestadt Lübeck. 

## Leben
Anton Lüdinghusen war Sohn des 1528 verstorbenen Lübecker Ratsherren Nikolaus Lüdinghusen. Er wurde 1552 in den Rat gewählt und 1562 zum Bürgermeister bestimmt. In den Jahren 1561–64 und Ende 1566 war er Kämmereiherr. Als Gesandter vertrat er die Stadt 1558 und 1559 in London zu Verhandlungen mit Königin Maria und auf etlichen Hansetagen in Lübeck so wie auf dem Hansetag 1558 in Bremen. Die Familie Lüdinghusen erbte eine nach ihr benannte Seitenkapelle in der Petrikirche aus der Familie Freudenberg. Das Epitaph von Anton Lüdinghusen befand sich im Chor der Petrikirche.
Er war dreimal verheiratet: 1. 1540 mit Anna Stippkolck; 2. um 1564 mit Agneta N.N. (Witwe von Jacob Freudenberg); 3. um 1567 mit Adelheid Lampe.
Nach seinem Tode löste der Wunsch seiner Witwe Adelheid nach Wiederverheiratung („... Heyrath mit ihres seel. Eheherrn Schwester-Tochter-Sohn Hermann Büning...“) einen heftigen Streit mit dem Rat unter Führung des Lübecker Bürgermeisters Hieronymus Lüneburg und dem Geistlichen Ministerium unter Führung des Seniors Peter Christian von Friemersheim aus.
Antons Sohn erster Ehe Johann Lüdinghusen wurde ebenfalls Bürgermeister in Lübeck.
Er wohnte im väterlichen Haus Schüsselbuden 18 in zentraler Lage der Lübecker Altstadt.

## Belege
1. ↑  Fehling aa0. unter Hinweis auf Starke: Lubeca Lutherana-Evangelica oder der kayserl. freyen und des Heil. Röm. Reichs Hansa- und Handelsstadt Lübeck Kirchengeschichte, Hamburg 1724, Bd. I, S. 345. Ausführlich dazu Hermann Heller: Eine Heirathsgeschichte aus alten Tagen. Ein Beitrag zur Sittengeschichte des 16. Jahrhunderts. In: Die Grenzboten 36 (1877), Teil 3, S. 94–104
2. ↑  Lübecker Stadtarchiv: Bau- und Architekturgeschichte, Stadtentwicklung in Lübeck Literatur-Nachweise und Zitate :ASch.04: Profanbauten Altstadt: Schroedersche bis Schwönekenquerstr. 1-32, S. 12f (pdf), abgerufen am 18. März 2019

| Personendaten    | Personendaten            |
| ---------------- | ------------------------ |
| NAME             | Lüdinghusen, Anton       |
| KURZBESCHREIBUNG | Bürgermeister von Lübeck |
| GEBURTSDATUM     | 1511                     |
| GEBURTSORT       | Lübeck                   |
| STERBEDATUM      | 28. April 1571           |
| STERBEORT        | Lübeck                   |